# Лајонс (Охајо)
Лајонс (енгл. Lyons) град је у америчкој савезној држави Охајо.

## Демографија
По попису из 2010. године број становника је 562, што је 3 (0,5%) становника више него 2000. године.
| Група             | 2000.       | 2010.       |
| Белци             | 526 (94,1%) | 539 (95,9%) |
| Афроамериканци    | 0 (0,0%)    | 1 (0,2%)    |
| Азијати           | 0 (0,0%)    | 2 (0,4%)    |
| Хиспаноамериканци | 22 (3,9%)   | 17 (3,0%)   |
| Укупно            | 559         | 562         |